# Антонелли, Пётр Дмитриевич
Пётр Дмитриевич Антонелли (1825 — 1885) — внедрённый в кружок петрашевцев агент полиции, основной источник информации стороны обвинения в последовавшем судебном процессе.
Сын художника Дмитрия Антонелли. Описывался как невысокий блондин «с довольно большим носом, с глазами светлыми, не то чтобы косыми, но избегающими встречи». В 1847 году по предложению чиновника особых поручений МВД Ивана Липранди бросил университет и поступил на службу в Министерство иностранных дел, где работал Михаил Петрашевский. 11 марта 1849 года Антонелли впервые посетил пятничные встречи петрашевцев. Затем участвовал в них еженедельно, пока 22 апреля не были произведены массовые аресты членов кружка. Личность доносчика стала сразу известна арестованным, после того как сотрудник Третьего отделения нечаянно или нарочно показал им список участников кружка с пометкой «агент» напротив фамилии Антонелли. В воспоминаниях некоторые петрашевцы утверждали, что заподозрили в Антонелли агента сразу после его появления в кружке.
23 апреля Антонелли направил руководству итоговый отчёт по петрашевцам, дошедший до императора. В июле Антонелли в отправленной Липранди записке просил генерала выполнить обещание и устроить его сестёр в казённое учебное заведение. Там же агент подчёркивал патриотический характер своих действий, и что ему не нужна никакая денежная награда, но тут же просил процент «за открытие контрабанды у Лури». Иосиф Лури владел книжным магазином на Невском проспекте, где петрашевцы покупали запрещённую литературу; Антонелли просил положенный доносчику законом процент от продажи конфискованной литературы. Осенью агент получил в награду 1500 рублей серебром. Антонелли вернулся в Петербургский университет, который окончил в 1851 году по разряду восточной словесности.
Исследователи творчества Фёдора Достоевского обсуждали возможность использования черт Антонелли в создании отрицательных героев произведений писателя, в частности Петра Верховенского. Однако Достоевский и Антонелли знали друг друга поверхностно, среди сделанных агентом кратких характеристик петрашевцев писатель отсутствует.

Я принял возложенное на меня поручение, не из каких-нибудь видов, но по чистому долгу всякого верноподданного и истинного сына Отечества… Если бы даже я и не был наведен Генералом Липранди на замыслы Буташевича-Петрашевского, но сам каким-нибудь случаем попал в его общество и открыл всю преступность его намерений, то и тогда бы точно так же, как и теперь, не остановился бы ни на минуту, чтобы открыть эти намерения Правительству. К тому бы понуждали бы меня и преданность к моему Государю, и желания спокойствия и счастия моему Отечеству.
— Антонелли П. Д.